# Thomas F. Mulledy
Thomas F. Mulledy ( /m ʌ l eɪ d i /), né le 12 août 1794 et mort le 20 juillet 1860, est un prêtre catholique américain de Virginie qui devient président de Georgetown College, l'un des fondateurs du Collège du Saint Cross, et un important dirigeant des jésuites du XIXe siècle aux États Unis. Son frère, Samuel Mulledy devient également jésuite et président de Georgetown College. 

## Biographie
Mulledy entre dans la Compagnie de Jésus et est formé pour le sacerdoce à Rome, avant de terminer ses études aux États-Unis. Il est président du Georgetown College à Washington à deux reprises. À Georgetown, Mulledy entreprend une importante campagne de construction, qui aboutit à la création du Gervase Hall et du Mulledy Hall (renommé plus tard Isaac Hawkins Hall). Il devient le deuxième supérieur provincial de l'ordre jésuite de la province du Maryland et orchestre la vente des esclaves de la province en 1838 pour régler ses dettes. Cela provoque des protestations de la part de ses compagnons jésuites et la censure des autorités ecclésiastiques de Rome, qui l'exilent à Nice dans le royaume de Piémont-Sardaigne pendant plusieurs années. En tant que supérieur provincial, Mulledy est également vicaire général du diocèse de Boston.
Après son retour aux États-Unis, Mulledy est nommé premier président du Collège de la Sainte-Croix en 1843 et supervise sa création, y compris la construction de son premier bâtiment. Tant aux États-Unis qu'à Rome, il acquiert une réputation de combatif et d'insubordonné, au grand mécontentement de ses collègues jésuites et de ses supérieurs. D'autres le félicitent pour ses compétences administratives. Dans ses dernières années, il est [pas clair]prolifique dans la prestation de sermons à Sainte-Croix, et joue un rôle dans le collège grâce à des enquêtes par le Know Nothing Party.